# Saelania
Saelania es un género de musgos perteneciente a la amilia Archidiaceae. Comprende 11 especies descritas y de estas, solo 4  aceptadas.

## Taxonomía
El género fue descrito por Sextus Otto Lindberg y publicado en Utkast till en Naturlig Gruppering af Europas Bladmossor 35. 1878.

## Especies aceptadas
A continuación se brinda un listado de las especies del género Saelania aceptadas hasta febrero de 2015, ordenadas alfabéticamente. Para cada una se indica el nombre binomial seguido del autor, abreviado según las convenciones y usos.
- Saelania caesia (Vill. ex P. Beauv.) Lindb.
- Saelania glaucescens (Hedw.) Broth.
- Saelania pruinosa (Müll. Hal.) Broth.
- Saelania subglaucescens (Müll. Hal.) Broth.

## Biblioigrafía
1. Lindberg, S. O. 1878. Utkast Eur. Bladmoss. 39 pp. J. C. Frenckell & Sons, Helsinki.
2. Abramov, I. I. & A. L. Abramova. 1983. Konspekt flor'i mhov Mongol'skoj Narodnoj Respubliki. Biol. Resursy Prir. Uslov. Mongol'sk. Narod. Respubl. 17. 221 pp.
3. Corley, M. F. V., A. C. Crundwell, R. Düll, M. O. Hill & A. J. E. Smith. 1981 [1982]. Mosses of Europe and the Azores: an annotated list of species, with synonyms from the recent literature. J. Bryol. 11: 609–689.
4. Crosby, M. R. & R. E. Magill. 1981. A Dictionary of Mosses, third printing. Monogr. Syst. Bot. Missouri Bot. Gard. 3. 43 pp.
5. Crum, H. A., W. C. Steere & L. E. Anderson. 1973. A new list of mosses of North America north of Mexico. Bryologist 76: 85–130.
6. Flora of North America Editorial Committe. 2007. Bryophyta, part 1. Fl. N. Amer. 27: i–xxi, 1–713.
7. Iwatsuki, Z. & A. Noguchi. 1973. Index muscorum Japonicarum [sic]. J. Hattori Bot. Lab. 37: 299–418.

- Datos: Q17283479
- Multimedia: Saelania / Q17283479
- Especies: Saelania